# 茨戸ハワイランド
茨戸ハワイランド（ばらとはわいらんど、英：Barato Hawaii Land）は、北海道石狩郡石狩町（現・石狩市）にかつて存在したレジャー施設。

## 概要
札幌市の建設会社・浅野工務所の社長を務めていた浅野惣一により1964年に設立した「茨戸観光」により、石狩町花畔（現花川東地区）にてレジャー施設開発が行われ、1968年に温泉旅館「白鳥閣」が開業し、同年7月よりメインとなる茨戸ハワイランドを着工、3.3万平米の敷地を開発し1969年4月8日に開業。温泉や熱帯植物を配した巨大プールを中心に、ボウリング場、展望タワーを備えた。
歌謡グループ「白川軍八郎と函青くに子一行」やフラダンスチームといった専属の歌手やダンサーを抱え、有名人によるステージなども催され、開業初年度は約45万人を集客。また1000-1200人収容の簡易ホテルや茨戸川対岸を経由する約1000mのモノレールの建設も構想された。
しかし建設に際して大型の設備投資のために兼松江商からの資金ルートなどを通じ約3億円を借り入れ1967年から1969年にかけ計11回の増資で資本金を65万円から1.1億円へ高めた一方長期借入金の返済に伴い開業翌年の1970年には経営危機に陥り、12月には茨戸観光が会社更生法を適用、その後も営業を続けたが、1975年に廃業。本施設の設立から携わった田岡克介元石狩市長は北海道放送「今日ドキッ!」での本施設に関する取材にて「ボウリングブームの影響などで急激にハワイ関連のブームが萎え短命に終わった」と述懐している。
その後1983年には運営会社も解散し、本館は放置され廃墟となり暴走族による不法侵入や火災なども発生し壁が取り払われた状態となり、1987年10月23・24日には札幌市の劇団「デパートメントシアター・アレフ」による演劇「没落遊園地」の会場としても使用、映画監督の山田勇男などと組み、消防の許可のもと映像スクリーンやプールサイドへの着火といった前衛的な演出を行った。1988年には最後まで残っていた骨組みや屋根を解体し1989年にはゴルフ練習場用地に転用され、「デイライトゴルフプラザ」として営業されたが2023年時点では閉鎖されている。

## 施設
ドーム
- 熱帯魚水族館
- 熱帯植物園
- ハワイアンショー
- 50m温泉プール（50m×10m[15]）
- ウォーターシュート（高さ11m[5]）
- ステージ（フラダンスショーを展開[5]）

2階
- 大広間（300畳・1000人収容・民謡ステージ付き）
- 中広間（ステージ付き）
- 小広間（結婚式場用）
- 会議・宴会場
- 個室（10室）

1階
- 遊技場 - ティーカップやメリーゴーランドを設置[5]。
- 大浴場
- 名店飲食店
- 喫茶ルーム

地下1階
- サウナ風呂
- ロッカールーム
- 大型ダンスホール（1000人収容・バンド演奏）

付属施設
- パノラマタワー（高さ40m）[14]
- 旅館「白鳥閣」（大浴場併設[5]、和室19室・70人収容[16]）